# Tolukovîci, Mostîska
Tolukovîci (în ucraineană Толуковичі) este un sat în comuna Mîșleatîci din raionul Mostîska, regiunea Liov, Ucraina.

## Demografie
Componența lingvistică a localității Tolukovîci
     Ucraineană (100%)
Conform recensământului din 2001, toată populația localității Tolukovîci era vorbitoare de ucraineană (100%).